# Minden
Minden er en by i den tyske delstat Nordrhein-Westfalen. Den er hovedbyen i kreis Minden-Lübbecke.

## Geografi
Minden ligger hvor floden Weser krydser Mittellandkanal nedenfor slugten Porta Westfalica. Byen ligger 40 km nordøst for Bielefeld, 55 km vest for Hannover, 100 km syd for Bremen og 40 km øst for Osnabrück.

### Mindens bydele
Minden er opdelt i 19 bydele:
| - Bärenkämpen - Bölhorst - Dankersen - Dützen - Haddenhausen - Häverstädt - Hahlen - Minden (city center) - Königstor - Kutenhausen | - Leteln-Aminghausen - Meißen - Minderheide - Nordstadt - Päpinghausen - Rechtes Weserufer - Rodenbeck - Stemmer - Todtenhausen |

### Nabobyer
| - Bückeburg - Schaumburg - Petershagen | - Hille - Bad Oeynhausen - Porta Westfalica |

### Venskabsbyer
- Gladsaxe (Danmark) -- siden 1968
- London (Sutton) (United Kingdom) -- siden 1968
- Charlottenburg-Wilmersdorf (Berlin, -- siden 1968
- Gagny (Frankrig) -- siden 1976
- Tangermünde (Sachsen-Anhalt,) -- siden 1990
- Hrodna (Hviderusland) -- siden 1991

## Historie
Minden er kendt fra 798, hvor Karl den Store holdt et møde på stedet.
I de følgende århundreder blev Minden et kulturelt center i regionen. Henrik Løves bryllup foregik i Mindens domkirke i 1168. Minden var medlem af Hanseforbundet og residensby for Bispedømmet Minden, som var en væsentlig magt i det Tysk-romerske rige.
Efter den westfalske fred i 1648 kom området under Brandenburg.
I Syvårskrigen foregik Slaget ved Minden lige i nærheden.
Under anden verdenskrig blev der bygget store fabriksanlæg ind i bjergene i nærheden Minden for at beskytte dem mod bombeangreb. Fabrikkerne blev i stor udstrækning bemandet af slavearbejdere fra koncentrationslejren Neuengamme sydøst for Hamburg. Efter krigen blev fabrikken demonteret og bjerganlæggene afspærret.
Minden blev udsat for omfattende bombning under krigen, som også ødelagde akvædukten i den vigtige Mittellandkanal, som forbinder Elben med Rhinen.

## Billedgalleri
- Hus i Minden, Germany
- Gade ved Marienplatz, Minden.
- Minden Domkirke
- Minden Domkirke
- Mittellandkanal / Weserslusen i Minden, i 1977
- Weser set fra bro

## Kendte personer fra Minden
- Meister Bertram
- Friedrich Wilhelm Bessel
- Franz Boas
- Edelgard Bulmahn
- Peter Hahne
- Karoline von Humboldt
- Sabine Leutheusser-Schnarrenberger
- Gertrud von le Fort
- Otto Wilhelm Graf von Königsmarck
- Michael S. Kurth see Curse (rapper)
- Pauline von Mallinckrodt
- Eberhard von Reck
- Freiherr Ludwig von Vincke